# Sussumanski rajon
Der Sussumanski rajon (russisch Сусуманский район) ist ein Rajon der Oblast Magadan im Nordosten Russlands. Verwaltungszentrum ist die Stadt Sussuman.

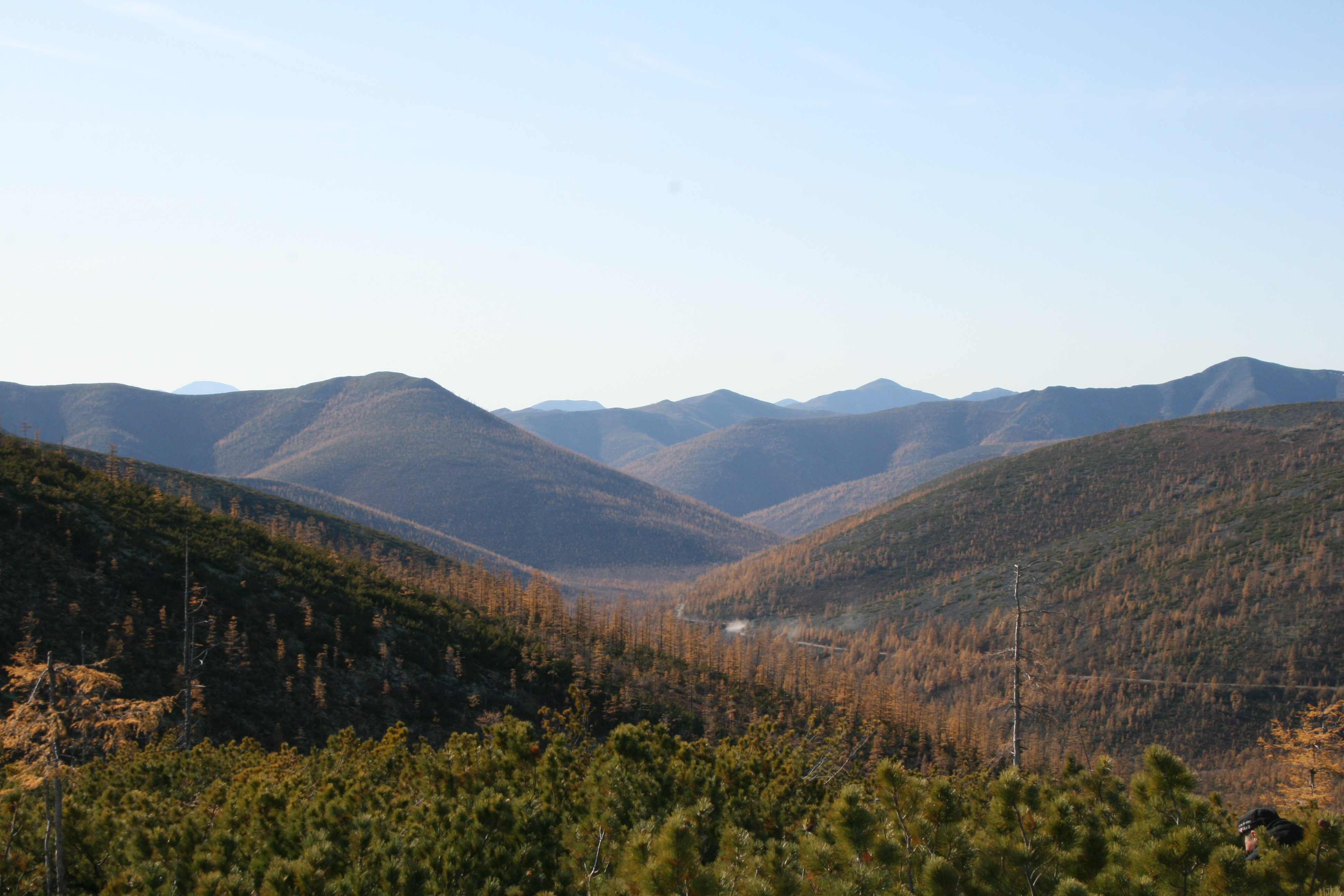
Mittelgebirgstaiga bei Sussuman

## Geografie
Die Fläche des Rajons ist mit 46.800 km² fast dreimal so groß wie die Thüringens. Er liegt auf der geografischen Breite Trondheims und knapp östlich der Länge von Japan.

### Nachbargebiete
Der Sussumanski rajon liegt im Nordwesten der Oblast. Im Nordwesten grenzt er an die Republik Sacha (Jakutien), im Osten und Süden an drei Rajons der Oblast Magadan, von Ost nach West den Srednekanski rajon (Среднеканский район), den Jagodninski rajon (Ягоднинский район) und den Tenkinski rajon (Тенькинский район).

### Relief und Flüsse
Der Rajon umfasst zwei Teile des Einzugsgebietes der dem Nordpolarmeer zufließenden Kolyma, zum einen das des Quellflusses Ajan-Jurjach (Аян-Юрях) mit der Mjaundscha (Мяунджа) sowie linker Nebenflüsse des Oberlaufs, zum anderen die Quellgebiete der linken Nebenflüsse des Kolyma-Mittellaufes Popowka (Поповка) und Jassatschnaja (Ясачная). Der Sussumanski rajon liegt somit nordwestlich der kontinentalen Wasserscheide, aber südöstlich der höchsten Berge der Region. Die westliche Rajongrenze bildet das Ostende des Werchojansker Gebirges, die Nordgrenze das Tscherskigebirge, die Ostgrenze das Südende des Kolymagebirges.

## Geschichte
In der Stalin-Ära gab es im Rajon zahlreiche Arbeitslager. Die Zwangsarbeiter waren unter anderem in Goldbergwerken eingesetzt.

### Bevölkerung
Wie in vielen Gegenden im Fernen Osten Russlands hat die Bevölkerung seit 1990 drastisch abgenommen:
| Jahr | Einwohner |
| ---- | --------- |
| 1959 | 35.365    |
| 1970 | 41.573    |
| 1979 | 47.787    |
| 1989 | 47.950    |
| 2002 | 14.022    |
| 2010 | 9.513     |

### Verwaltungsgliederung
Seit der Verwaltungsreform 2006 (mit späteren Anpassungen) gliedert sich der Rajon in drei Stadtgemeinden (gorodskoje posselenije), und eine Landgemeinde (selskoje posselenije), die zusammen nur noch sechs Ortschaften umfassen. Weitere Ortschaften liegen auf gemeindefreiem Gebiet (meschselennaja territorija) und sind der Rajonverwaltung direkt unterstellt. Einige dieser Orte (teils Siedlungen städtischen Typs) wurden jedoch faktisch oder formell aufgegeben, wie auch andere bereits seit den 1990er-Jahren.
In der folgenden Tabelle stehen jeweils die deutsche Transkription, die lateinische Transliteration und die kyrillische Originalschreibweise:
| Transkription                   | Transliteration | Kyrillisch  | Einwohner (2010) | Ortschaften/Bemerkungen                                                                 |
| ------------------------------- | --------------- | ----------- | ---------------- | --------------------------------------------------------------------------------------- |
| Stadtgemeinden:                 |                 |             |                  |                                                                                         |
| Sussuman                        | Susuman         | Сусуман     | 5855             | Stadt Sussuman                                                                          |
| Mjaundscha                      | Mjaundža        | Мяунджа     | 1784             | Siedlung städtischen Typs Mjaundscha (Gemeindesitz), Siedlung Kedrowy                   |
| Cholodny                        | Cholodnyj       | Холодный    | 1062             | Siedlung städtischen Typs Cholodny                                                      |
| Landgemeinde:                   |                 |             |                  |                                                                                         |
| Schiroki                        | Širokij         | Широкий     | 96               | Siedlung (bis 2013 Siedlung städtischen Typs) Schiroki (Gemeindesitz), Siedlung Udarnik |
| Gemeindefreies Gebiet:          |                 |             |                  |                                                                                         |
| Arkagala                        | Arkagala        | Аркагала    | –                | Siedlung, aufgegeben                                                                    |
| Burkandja                       | Burkand'ja      | Буркандья   | 2                | Siedlung                                                                                |
| Belitschan                      | Beličan         | Беличан     | –                | Siedlung städtischen Typs, aufgegeben                                                   |
| Bolschewik                      | Bol'ševik       | Большевик   | 96               | Siedlung städtischen Typs                                                               |
| Kadyktschan                     | Kadykčan        | Кадыкчан    | –                | Siedlung städtischen Typs, aufgegeben                                                   |
| Maldjak                         | Mal'djak        | Мальдяк     | 108              | Siedlung                                                                                |
| Ust-Chaktschan                  | Ust'-Chakčan    | Усть-Хакчан | 12               | Siedlung                                                                                |
| Früher aufgegebene Ortschaften: |                 |             |                  |                                                                                         |
| Kamenisty                       | Kamenistyj      | Каменистый  |                  |                                                                                         |
| Kontrandja                      | Kontrand'ja     | Контрандья  |                  |                                                                                         |
| Neksikan                        | Neksikan        | Нексикан    |                  |                                                                                         |